# División geoeconómica de Brasil

1 • Amazonia, 2 • Centro-Sur, 3 • Nordeste.

La división geoeconómica de Brasil es una división regional alternativa propuesta por el geógrafo Pedro Pinchas Geiger en 1967. Es diferente de la división por regiones. Divide el país en tres diferentes y particulares sectores:
- Región geoeconómica Amazonia
- Región geoeconómica Centro-Sur
- Región geoeconómica Nordeste

Esta división no respeta los límites interestatales. El norte de Minas Gerais, por ejemplo, está en el Nordeste, y el sur en el Centro-Sur.
Desde un punto de vista económico, social, social, histórico, cultural y geológico, esta división es mucho mejor que la división tradicional por regiones. Sin embargo, no es muy usada, principalmente por no ser oficial. Toda la información oficial del IBGE es ordenada según el criterio de las regiones. La división geoeconómica o sociogeográfica es utilizada principalmente en universidades y compañías privadas, y es ligeramente mencionada en la escuela pública.
Esta división fue hecha sobre la base de las características histórico-económicas de Brasil, o sea, los aspectos de la economía y de la formación histórica brasileña y regional.